# Bonnie Blue

La Bonnie Blu

Bonnie Blue, una singola stella bianca su campo blu, fu la bandiera dell'effimera Repubblica della Florida occidentale. Perso il proprio valore statale, divenne durante la guerra di secessione americana una bandiera non ufficiale della Confederazione degli Stati Uniti d'America, ispirando la canzone The Bonnie Blue Flag, spesso cantata dalle truppe sudiste. La bandiera è quasi identica a quella della Somalia, ma il blu è più scuro e la stella più grande.

## Creazione
La bandiera venne creata da Melissa Johnson, moglie del maggiore Isaac Johnson, comandante dei West Florida Dragoons. L'11 settembre 1810 i coloni dei territori spagnoli della Florida occidentale si rivoltarono contro il governo spagnolo proclamando la Repubblica della Florida occidentale. La Bonnie Blue venne alzata nel forte spagnolo di Baton Rouge il 23 settembre 1810. Il 6 dicembre 1810 la Florida Occidentale venne annessa dagli Stati Uniti d'America e la repubblica cessò di esistere come entità indipendente dopo una breve vita.

## Uso nella guerra di secessione

La bandiera del Mississippi adottata il 26 gennaio 1861, con la "Bonnie Blue" quale cantone

Variante della precedente

La Bonnie Blue venne usata per la prima volta dalla Repubblica della Florida occidentale quando dichiarò l'indipendenza dalla Spagna. In seguito all'annessione agli Stati Uniti il suo territorio venne diviso tra Louisiana, Mississippi, Alabama e Florida.
Il 9 gennaio 1861 quando il Mississippi secedette dagli Stati Uniti innalzò in segno di indipendenza la Bonnie Blue sull'edificio della capitale in Jackson. Il 26 gennaio 1861 il Mississippi adottò ufficialmente una nuova bandiera, che includeva nel disegno la Bonnie Blue. Questa bandiera rimase in uso fino 1894. Harry McCarthy, un immigrato dall'Ulster, presente alla cerimonia scrisse la canzone The Bonnie Blue Flag che divenne una canzone di marcia popolare, e portò la bandiera ad essere usata come bandiera non ufficiale degli Stati Confederati d'America durante la guerra di secessione americana.

## Cultura di massa
Nel romanzo Via col vento di Margaret Mitchell il protagonista Rhett Butler decide di chiamare la figlia "Bonnie Blue Butler" quando Melania Wilkes commenta che i suoi occhi sono "blu come la bandiera Bonnie Blue" ("as blue as the Bonnie Blue Flag").